# 2008年度叱咤樂壇流行榜頒獎典禮得獎名單
2008年度叱咤樂壇流行榜頒獎典禮的主題為「自己鬥自己」，於2009年1月1日下午三時在亞洲國際博覽館Arena舉行。是次頒獎禮由謝安琪奪六獎成為大贏家。

## 直播和轉播

### 直播
- 叱咤903——聲音直播。
- Hong Kong Toolbar——網上聲音直播。
- 無綫電視
  - 翡翠台——直播至6時25分中斷
  - 高清翡翠台

### 轉播
- 無綫電視
  - 翡翠台——深夜 12:15 錄影轉播

## 特色

### 自己鬥室
配合本年度的主題「自己鬥自己」，每位歌手要回答兩條有關自己的問題，考驗自己。問題的影片被上載至my903.com，網民則估計估歌手是否能夠鬥贏自己（能否答中）。遊戲分9個回合進行，每個回合答中而又被抽出可獲贈2張頒獎禮入場劵。

### 我最喜愛的最後五強
能夠進入我最喜愛的男、女歌手、組合最後五強的單位，出席了一個類似香港立法會選舉辯論的記者會；每個單位都可以問另一個單位問題，問題和回答都有限時。影片被上載至my903.com。

### 頒獎典禮舉行時間
本年度頒獎典禮舉行時間由以往通常在晚上8時15分舉行，改成下午3時。

### My903.com
本年度my903.com的更新速度較往年快，在頒獎典禮還未完結時已開始陸續上載得獎感受片段和現場聲音實況。

## 「我最喜愛的」投票
本年度叱咤樂壇流行榜頒獎典禮之「我最喜愛的」獎項經由香港聽眾透過Hong Kong Toolbar進行投票。

### 我最喜愛的男、女歌手、組合投票
第一階段從本年度903專業推介曾上榜之男、女歌手、組合中選出最後五強進入第二階段。
- 我最喜愛的男歌手 最後八強
  - 側田、方大同、周杰倫、陳奕迅、麥浚龍、張敬軒、張繼聰、古巨基
- 我最喜愛的女歌手 最後八強
  - 吳雨霏、王菀之、何韻詩、G.E.M.、謝安琪、容祖兒、衛蘭、楊千嬅
- 我最喜愛的組合 最後八強
  - 農夫、五月天、I Love You Boyz、at17、HotCha、軟硬天師、S.H.E.、Mr.

第二階段從最後五強中直接選出我最喜愛的獎項。
- 我最喜愛的男歌手 最後五強
  - 陳奕迅、古巨基、方大同、張敬軒及周杰倫
- 我最喜愛的女歌手 最後五強
  - 容祖兒、楊千嬅、何韻詩、謝安琪及王菀之
- 我最喜愛的組合 最後五強
  - at17、農夫、HotCha、I Love You Boyz、Mr.

### 我最喜愛的歌曲投票
從本年度903專業推介之上榜歌曲中，選出最後五強於頒獎禮現場投票。
- 最後五強
  - A：Love Song -- 方大同
  - B：與蝶同眠 -- 容祖兒
  - C：撈月亮的人 -- 楊千嬅
  - D：櫻花樹下 -- 張敬軒
  - E：囍帖街 -- 謝安琪

## 得獎名單
以下所有以粗體顯示的歌名，代表該歌曲為叱咤903專業推介冠軍作品。

### 歌曲獎項

#### 叱咤樂壇至尊歌曲大獎
- 囍帖街
  - 主唱：謝安琪
  - 作曲：Eric Kwok
  - 填詞：黃偉文
  - 編曲：Eric Kwok
  - 監製：Eric Kwok

#### 專業推介．叱十大
| 排名   | 歌曲          | 主唱   | 作曲                                                                  | 填詞   | 編曲                                     | 監製                                        |
| ------ | ------------- | ------ | --------------------------------------------------------------------- | ------ | ---------------------------------------- | ------------------------------------------- |
| 第二位 | Love Song     | 方大同 | 方大同                                                                | 方大同 | 方大同                                   | Edward Chan、Charles Lee、方大同            |
| 第三位 | 下次再見      | 古巨基 | 楊鎮邦                                                                | 林 夕  | 雷頌德                                   | 雷頌德                                      |
| 第四位 | 跑步機上      | 容祖兒 | 王雙駿                                                                | 黃偉文 | 王雙駿                                   | 王雙駿                                      |
| 第五位 | 櫻花樹下      | 張敬軒 | 伍卓賢                                                                | 林若寧 | 劉志遠                                   | 單立文、C.Y. Kong、Davy Chan、Stanley Leung |
| 第六位 | ABC           | MC Jin | Kevin Nishimura、 James Roh、 Jae Choung、 Allen Sung、 Stefon Taylor | MC Jin | Kevin Nishimura、 James Roh、 Jae Choung | Kevin Nishimura、 James Roh、 Jae Choung    |
| 第七位 | 路...一直都在 | 陳奕迅 | Adrian Fu                                                             | 吳向飛 | 周國儀                                   | Jim Lee                                     |
| 第八位 | 舉高隻手      | 農 夫  | DJ Tommy                                                              | 農 夫  | DJ Tommy、咖啡因公園                     | DJ Tommy                                    |
| 第九位 | 撈月亮的人    | 楊千嬅 | 陳台證                                                                | 林若寧 | 陳台證                                   | 陳台證                                      |
| 第十位 | 我哋大家      | 林海峰 | 王雙駿                                                                | 林海峰 | 王雙駿、何秉舜                           | 林海峰                                      |

#### 2008 四台聯頒音樂大獎 - 歌曲獎
- 囍帖街
  - 主唱：謝安琪
  - 作曲：Eric Kwok
  - 填詞：黃偉文
  - 編曲：Eric Kwok
  - 監製：Eric Kwok
  - 唱片：《Binary》

### 唱片獎項

#### 叱咤樂壇至尊唱片大獎
- 《Binary》
  - 歌手：謝安琪
  - 唱片監製：周博賢、Eric Kwok
    - 上榜歌曲：17度、囍帖街、十字架、私隱線
    - 演繹作品：17度

### 幕後獎項

#### 叱咤樂壇作曲人大獎
- 方大同
  - 上榜歌曲11首：天國的微笑、甜蜜蜜、如果愛、輕飄飄、公園、我不需要Tiffany、暖、劍龍在草地散步、今夕是何年、簡單最浪漫、Love Song

#### 叱咤樂壇填詞人大獎
- 林夕
  - 上榜歌曲38首：宏願、火花不等人、然後怎樣、她慈我悲、家教、轉機、就算世界無童話、多愁善感、花不痛、眼睛不能沒眼淚、如果世上沒傻瓜、未到傷心處、永遠幾遠、我們的彩虹、熱島小夜曲、我不是偉人、天跌下來、我教你分手、雜技、再見不是朋友、殺死我的溫柔、陪我長大、天天都是情人節、無仇無怨、大步喊過、有一種快樂、貪嗔癡、天規、歌.頌、下次再見、四面楚歌、紅顏知己、與蝶同眠、Here I Go、鍾無豔、浮花、大慈善家、年年有今日

#### 叱咤樂壇編曲人大獎
- 王雙駿
  - 上榜歌曲11首：愛怪物的你、從此世界多了一分鐘、吃鯨魚的人、貪嗔癡、歌.頌、與蝶同眠、林民龍、我哋大家、酷兒、神啊!求求讓我睡、跑步機上

#### 叱咤樂壇監製大獎
- 雷頌德
  - 上榜歌曲23首：Where Did U Go、小涼伴、陰天假期、眼睛不能沒眼淚、就算世界無童話、花不痛、一早地下鐵、Hero、黑色禮服、雜技、勁歌金曲2-情歌王Part 3、天跌下來、遊車河、聽得見的青春、等一個他、未輸、有時寂寞、紅顏知己、三十日、紅地毯、我的最愛、年年有今日、下次再見

### 歌手獎項

#### 叱咤樂壇生力軍男歌手
- 金獎：陳偉霆
  - 上榜歌曲：Taxi、Great Time
  - 演繹歌曲：Great Time
- 銀獎：狄易達
  - 上榜歌曲：Just Go、Miss H.K.
  - 演繹歌曲：Just Go
- 銅獎：徐浩
  - 上榜歌曲：兩隻紙杯一條線
  - 演繹歌曲：兩隻紙杯一條線

#### 叱咤樂壇生力軍女歌手
- 金獎：G.E.M.
  - 上榜歌曲：等一個他、Where Did U Go
  - 演繹歌曲：Where Did U Go
- 銀獎：胡杏兒
  - 上榜歌曲：單身旅行、浪漫世紀
  - 演繹歌曲：單身旅行
- 銅獎：方珈悠
  - 上榜歌曲：最緊要快
  - 演繹歌曲：最緊要快

#### 叱咤樂壇生力軍組合
- 金獎：RubberBand
  - 上榜歌曲：遊車河、一早地下鐵、小涼伴、Hero
  - 演繹歌曲：Hero
- 銀獎：Mr.
  - 上榜歌曲：Everyone、想太多、等不了
  - 演繹歌曲：Everyone
- 銅獎：24味
  - 上榜歌曲：Respect就OK、One on one
  - 演繹歌曲：Respect就OK

#### 叱咤樂壇男歌手
- 金獎：方大同
  - 上榜歌曲：暖、公園、如果愛、Love Song、簡單最浪漫
  - 演繹歌曲：如果愛
- 銀獎：古巨基
  - 上榜歌曲：勁歌金曲2-情歌王Part 3、我們的彩虹、眼睛不能沒眼淚、花不痛、年年有今日、下次再見
- 銅獎：陳奕迅
  - 上榜歌曲：熱島小夜曲、乜嘢啫、然後怎樣、後台、時代巨輪、路...一直都在、歌.頌

#### 叱咤樂壇女歌手
- 金獎：容祖兒
  - 上榜歌曲：陪我長大、貪嗔癡、愛怪物的你、Lucky Star、跑步機上、與蝶同眠
  - 演繹歌曲：Lucky Star
- 銀獎：謝安琪
  - 上榜歌曲：神奇女俠的退休生活、十字架、私隱線、鍾無艷、17度、囍帖街、四面楚歌
- 銅獎：王菀之
  - 上榜歌曲：你是我最愛的人、怎麼會寂寞、學會、永遠幾遠、多愁善感、我來自火星

#### 叱咤樂壇組合
- 金獎：農夫
  - 上榜歌曲：富甲天下、日出而作、舉高隻手
  - 演繹歌曲：粒粒皆辛苦
- 銀獎：at17
  - 上榜歌曲：那天約你上太空、Over The Rainbow、依然...親愛的、馬雅民歌
- 銅獎：HotCha
  - 上榜歌曲：Party Girl、咖啡或茶、了了、小野蠻、You Are My Best Friend、火熱悶棍La La La（與I Love U Boyz合唱）

#### 叱咤樂壇唱作人
- 金獎：方大同
  - 上榜作品：暖、公園、如果愛、Love Song、簡單最浪漫
- 銀獎：王菀之
  - 上榜作品：你是我最愛的人、怎麼會寂寞、學會、永遠幾遠、多愁善感、我來自火星
- 銅獎：林海峰
  - 上榜作品：我係邊個、Go Go飛龍、Try Our Best、我哋大家、傻婆

### 我最喜愛的獎項

#### 叱咤樂壇我最喜愛的歌曲大獎
- 囍帖街
  - 主唱：謝安琪
  - 作曲：Eric Kwok
  - 填詞：黃偉文
  - 編曲：Eric Kwok
  - 監製：Eric Kwok
  - 唱片：《Binary》
    - 最後五強：

| 編號 | 歌曲       | 歌手   | 票數     |
| ---- | ---------- | ------ | -------- |
| A    | Love Song  | 方大同 | 沒有公佈 |
| B    | 與蝶同眠   | 容祖兒 | 沒有公佈 |
| C    | 撈月亮的人 | 楊千嬅 | 沒有公佈 |
| D    | 櫻花樹下   | 張敬軒 | 沒有公佈 |
| E    | 囍帖街     | 謝安琪 | 3868     |

#### 叱咤樂壇我最喜愛的男歌手
- 陳奕迅
  - 演繹歌曲：後台
    - 最後五強：陳奕迅、周杰倫、張敬軒、方大同、古巨基

#### 叱咤樂壇我最喜愛的女歌手
- 謝安琪
  - 演繹歌曲：鍾無艷
    - 最後五強：何韻詩、謝安琪、王菀之、楊千嬅、容祖兒

#### 叱咤樂壇我最喜愛的組合
- 農夫
  - 演繹歌曲：富甲天下
    - 最後五強：At17、農夫、HotCha、I Love You Boyz、Mr.